# László Orbán (boxe anglaise)
Pour les articles homonymes, voir László Orbán.
László Orbán est un boxeur hongrois, né le 9 décembre 1949 à Szekszárd et mort le 15 juillet 2009 à Budapest.

## Carrière
Champion d'Europe de boxe amateur en 1969 dans la catégorie des poids plumes, il est ensuite médaillé de bronze aux championnats d'Europe de boxe amateur 1971 en poids légers.
Orbán remporte également la médaille d'argent olympique des poids légers aux Jeux de Munich 1972, perdant en finale contre le Polonais Jan Szczepański.